# Albert Sing
Albert Sing (7 d'abril de 1917 - 31 d'agost de 2008) fou un futbolista alemany de la dècada de 1940.
Fou 9 cops internacional amb la selecció alemanya. Pel que fa a clubs, defensà els colors de 1. FC Eislingen, Stuttgarter Kickers, VfR Mannheim i TSG Ulm 1846.